# Service-Lifecycle-Management
Das Service-Lifecycle-Management (SLM) beschäftigt sich mit dem Lebenszyklus von Dienstleistungen. Das SLM ist mit dem Product-Lifecycle-Management des Herstellers eines Produkts verwandt. Neben den Maschinenbauern sind auf diesem Geschäftsfeld IT-Dienstleister stark vertreten. 
Im Bereich Maschinenbau geht es beim SLM um Serviceleistungen, die den Produktionsprozess mit seinen Anlagen, Maschinen und Werkzeugen begleiten. Konkret sind Service-Intervalle und die dazu nötigen Leistungen zu verwalten und zu analysieren. Ebenso geht es um Maschinen-Telemetrie zur Optimierung von Fertigungsprozessen. All die gewonnenen Daten im SLM dienen letztlich dazu, belastbare Kostenabschätzungen über die gesamte Lebenszeit einer Maschine zu erhalten. Immer häufiger fordern die Kunden der Maschinenbauer zu den Maschinen einen garantierten Total Cost of Ownership über 10 Jahre Laufzeit. Dieser kann von den Maschinenproduzenten eben nur ermittelt und auch garantiert werden, wenn er ausreichend Informationen über den Betrieb und die daraus resultierenden Kostenfaktoren hat.